# Ole Einar Bjørndalen
Ole Einar Bjørndalen (Modum, 1974. január 27. –) norvég sílövő, nyolcszoros olimpiai bajnok, számos rekordot tart. Hússzoros világbajnok, hatszoros összetett világkupa-győztes, világkupa-futamokon egyéniben 93-szor végzett az élen. A 2002-es Salt Lake City-i olimpián mind a négy sílövő versenyszámot megnyerte. 2014-ben 40 évesen győzött az olimpián sprintben és a vegyes váltóval, ezzel a téli olimpiák történetének legidősebb olimpiai bajnoka lett. 13 olimpiai érmével (8 arany-, 4 ezüst- és 1 bronzérem) a második legeredményesebb versenyző a téli olimpiai játékok történetében, honfitársa, Marit Bjørgen mögött.
Jelenleg az észak-olasz Dobbiacóban él. Felesége, Darya Domracheva fehérorosz biatlonversenyző. Első felesége (2006-2012), Nathalie Santer olasz biatlonversenyző volt.

## Statisztika

### Olimpiai játékok
| Év                   | Egyéni | Sprint | Üldözőverseny | Tömegrajtos | Váltó | Vegyes váltó |
| -------------------- | ------ | ------ | ------------- | ----------- | ----- | ------------ |
| 1994, Lillehammer    | 36.    | 28.    | —             | —           | 7.    | —            |
| 1998, Nagano         | 7.     | Arany  | —             | —           | Ezüst | —            |
| 2002, Salt Lake City | Arany  | Arany  | Arany         | —           | Arany | —            |
| 2006, Torino         | Ezüst  | 11.    | Ezüst         | Bronz       | 5.    | —            |
| 2010, Vancouver      | Ezüst  | 17.    | 7.            | 27.         | Arany | —            |
| 2014, Szocsi         | 34.    | Arany  | 4.            | 22.         | 4.    | Arany        |

A 2002-es Salt Lake City-i olimpián a 30 km-es szabad stílusú, tömegrajtos sífutásban 5. helyezést ért el.

### Világbajnokság
| Év                    | Egyéni | Sprint | Üldözőverseny | Tömegrajtos | Váltó | Vegyes váltó |
| --------------------- | ------ | ------ | ------------- | ----------- | ----- | ------------ |
| 1995 Antholz          | 12.    | 4.     | —             | —           | 5.    | —            |
| 1996 Ruhpolding       | 19.    | 6.     | —             | —           | 4.    | —            |
| 1997 Brezno-Osrblie   | 6.     | 9.     | Bronz         | —           | Ezüst | —            |
| 1998 Pokljuka         | —      | —      | Ezüst         | —           | Arany | —            |
| 1999 Kontiolahti      | 4.     | 19.    | 5.            | Bronz       | Bronz | —            |
| 2000 Oslo             | 20.    | 5.     | 4.            | Bronz       | Ezüst | —            |
| 2001 Pokljuka         | 10.    | 19.    | 4.            | Ezüst       | Bronz | —            |
| 2003 Hanti-Manszijszk | 30.    | Arany  | 8.            | Arany       | 4.    | —            |
| 2004 Oberhof          | Bronz  | Bronz  | Bronz         | 7.          | Ezüst | —            |
| 2005 Hochfilzen       | 6.     | Arany  | Arany         | Arany       | Arany | —            |
| 2006 Pokljuka         | —      | —      | —             | —           | —     | Ezüst        |
| 2007 Antholz          | 32.    | Arany  | Arany         | 4.          | Ezüst | —            |
| 2008 Östersund        | Ezüst  | Bronz  | Arany         | Ezüst       | Ezüst | —            |
| 2009 Phjongcshang     | Arany  | Arany  | Arany         | 4.          | Arany | 4.           |
| 2010 Hanti-Manszijszk | —      | —      | —             | —           | —     | Ezüst        |
| 2011 Hanti-Manszijszk | 6.     | 22.    | 24.           | 6.          | Arany | Arany        |
| 2012 Ruhpolding       | 47.    | 21.    | 27.           | 8.          | Arany | Arany        |
| 2013 Nové Město       | 25.    | 4.     | 10.           | 24.         | Arany | —            |
| 2015 Kontiolahti      | 6.     | 19.    | 5.            | 4.          | Ezüst | —            |
| 2016 Oslo             | 17.    | Ezüst  | Ezüst         | Bronz       | Arany | —            |
| 2017 Hochfilzen       | 47.    | 8.     | Bronz         | 23.         | 8.    | —            |

2005-ben Oberstdorfban 11., 2007-ben Szapporóban 13. volt 15 km-es szabadstílusban a sífutó világbajnokságon.

### Junior világbajnokság
| Év              | Egyéni | Sprint | Váltó | Csapat |
| --------------- | ------ | ------ | ----- | ------ |
| 1992 Canmore    | 23.    | 47.    | 6.    | Bronz  |
| 1993 Ruhpolding | Arany  | Arany  | Arany | Arany  |

### Világkupa
| Idény   | Összesített eredmény Helyezés (Pontszám) | Összesített eredmény Helyezés (Pontszám) | Összesített eredmény Helyezés (Pontszám) | Összesített eredmény Helyezés (Pontszám) | Összesített eredmény Helyezés (Pontszám) |
| Idény   | Összetett                                | Egyéni                                   | Sprint                                   | Üldözőverseny                            | Tömegrajtos                              |
| ------- | ---------------------------------------- | ---------------------------------------- | ---------------------------------------- | ---------------------------------------- | ---------------------------------------- |
| 1993/94 | 28 (54)                                  | 41 (15)                                  | 20 (39)                                  |                                          |                                          |
| 1994/95 | 3 (178)                                  | 10 (63)                                  | 1 (115)                                  |                                          |                                          |
| 1995/96 | 7 (160)                                  | 27 (37)                                  | 5 (114)                                  |                                          |                                          |
| 1996/97 | 2 (303)                                  | 7 (67)                                   | 1 (158)                                  | 3 (78)                                   |                                          |
| 1997/98 | 1 (307)                                  | 6 (43)                                   | 1 (198)                                  | 14 (33)                                  |                                          |
| 1998/99 | 2 (397)                                  | 2 (48)                                   | 6 (130)                                  | 3 (174)                                  | 5 (24)                                   |
| 1999/00 | 2 (448)                                  | 16 (36)                                  | 1 (161)                                  | 1 (200)                                  | 9 (51)                                   |
| 2000/01 | 2 (911)                                  | 2 (110)                                  | 1 (393)                                  | 2 (272)                                  | 3 (136)                                  |
| 2001/02 | 3 (692)                                  | 2 (108)                                  | 5 (219)                                  | 4 (229)                                  | 16 (50)                                  |
| 2002/03 | 1 (737)                                  | 33 (16)                                  | 1 (328)                                  | 1 (230)                                  | 1 (150)                                  |
| 2003/04 | 2 (901)                                  | 6 (75)                                   | 2 (341)                                  | 2 (315)                                  | 2 (138)                                  |
| 2004/05 | 1 (923)                                  | 2 (130)                                  | 1 (330)                                  | 2 (317)                                  | 1 (146)                                  |
| 2005/06 | 1 (814)                                  | 2 (92)                                   | 2 (253)                                  | 1 (283)                                  | 1 (186)                                  |
| 2006/07 | 2 (736)                                  | 6 (90)                                   | 10 (201)                                 | 2 (265)                                  | 1 (180)                                  |
| 2007/08 | 1 (869)                                  | 8 (59)                                   | 1 (383)                                  | 1 (247)                                  | 1 (180)                                  |
| 2008/09 | 1 (1080)                                 | 4 (110)                                  | 1 (372)                                  | 1 (342)                                  | 2 (199)                                  |
| 2009/10 | 10 (593)                                 | 25 (54)                                  | 7 (265)                                  | 16 (108)                                 | 8 (152)                                  |
| 2010/11 | 10 (586)                                 | 4 (126)                                  | 14 (205)                                 | 20 (113)                                 | 7 (142)                                  |
| 2011/12 | 16 (548)                                 | 0                                        | 18 (199)                                 | 5 (239)                                  | 17 (110)                                 |

| 1994/95    | | Bad Gastein Sprint | Oberhof Sprint Lillehammer Sprint                                                                                  |
| 1995/96    | Antholz-Anterselva Egyéni | Antholz-Anterselva Sprint | |
| 1996/97    | Oberhof Sprint Oberhof Üldözőverseny Ruhpolding Sprint | Östersund Váltó Oslo Holmenkollen Váltó Ruhpolding Egyéni Breznóbánya Váltó (vb) Nagano Sprint Nagano Váltó                                                                   | Östersund Sprint Oslo Holmenkollen Üldözőverseny Antholz-Anterselva Váltó Breznóbánya Üldözőverseny (vb)           |
| 1997/98    | Östersund Váltó Ruhpolding Váltó Antholz-Anterselva Sprint Nagano Sprint (O) | Ruhpolding Sprint Ruhpolding Sprint Antholz-Anterselva Váltó Nagano Váltó (O) Pokljuka Üldözőverseny (vb)                                                                     | Pokljuka Egyéni |
| 1998/99    | Hochfilzen Sprint Oberhof Üldözőverseny Antholz-Anterselva Üldözőverseny | Hochfilzen Üldözőverseny Hochfilzen Egyéni Oberhof Sprint Val Cartier Sprint                                                                                                  | Breznóbánya Váltó Antholz-Anterselva Váltó Kontiolahti Váltó (vb) Oslo Holmenkollen Tömegrajtos (vb)               |
| 1999/00    | Hochfilzen Egyéni Hochfilzen Üldözőverseny Pokljuka Váltó Oberhof Sprint Oberhof Üldözőverseny Oberhof Váltó Antholz-Anterselva Üldözőverseny | Hochfilzen Váltó Ruhpolding Váltó Ruhpolding Üldözőverseny Antholz-Anterselva Sprint Lahti Váltó (vb)                                                                         | Pokljuka Sprint Östersund Sprint Oslo Holmenkollen Tömegrajtos (vb)                                                |
| 2000/01    | Hochfilzen/Antholz Sprint Pokljuka/Antholz Váltó Breznóbánya/Antholz Üldözőverseny Ruhpolding Váltó Ruhpolding Sprint Antholz-Anterselva Sprint Antholz-Anterselva Tömegrajtos Salt Lake City Egyéni Salt Lake City Sprint Salt Lake City Üldözőverseny | Pokljuka/Antholz Üldözőverseny Breznóbánya/Antholz Sprint Antholz Váltó Pokljuka Tömegrajtos (vb) Lake Placid Sprint Oslo Holmenkollen Sprint Oslo Holmenkollen Üldözőverseny | Pokljuka/Antholz Sprint Pokljuka Váltó (vb)                                                                        |
| 2001/02    | Hochfilzen Sprint Hochfilzen Üldözőverseny Antholz-Anterselva Váltó Salt Lake City Egyéni (O) Salt Lake City Sprint (O) Salt Lake City Üldözőverseny (O) Salt Lake City Váltó (O) | Hochfilzen Váltó Antholz-Anterselva Egyéni Antholz-Anterselva Üldözőverseny                                                                                                   | Pokljuka Váltó Östersund Sprint Östersund Üldözőverseny                                                            |
| 2002/03    | Östersund Váltó Östersund Üldözőverseny Pokljuka/Östersund Sprint Pokljuka/Östersund Üldözőverseny Oberhof Sprint Oberhof Tömegrajtos Ruhpolding Sprint Ruhpolding Üldözőverseny Lahti Tömegrajtos Oslo Holmenkollen Üldözőverseny Hanti-Manszijszk Sprint (vb) Hanti-Manszijszk Tömegrajtos (vb)                                                                         | Pokljuka/Östersund Váltó | Ruhpolding Váltó Oslo Holmenkollen Váltó                                                                           |
| 2003/04    | Kontiolahti Sprint Kontiolahti Üldözőverseny Hochfilzen Váltó Hochfilzen Üldözőverseny Pokljuka Üldözőverseny Ruhpolding Üldözőverseny | Pokljuka Sprint Pokljuka Tömegrajtos Ruhpolding Sprint Antholz-Anterselva Tömegrajtos Oberhof Váltó (vb) Fort Kent Tömegrajtos                                                | Oberhof Sprint (vb) Oberhof Üldözőverseny (vb) Oberhof Egyéni (vb) Oslo Holmenkollen Tömegrajtos                   |
| 2004/05    | Beitostølen Sprint Beitostølen Váltó Oslo Holmenkollen Sprint Ruhpolding Váltó Ruhpolding Sprint Ruhpolding Üldözőverseny Antholz-Anterselva Egyéni Antholz-Anterselva Sprint Antholz-Anterselva Üldözőverseny Pokljuka Tömegrajtos Hochfilzen Sprint (vb) Hochfilzen Üldözőverseny (vb) Hochfilzen Váltó (vb) Hochfilzen Tömegrajtos (vb) Hanti-Manszijszk Üldözőverseny | Oslo Holmenkollen Egyéni Hanti-Manszijszk Tömegrajtos | Oslo Holmenkollen Üldözőverseny                                                                                    |
| 2005/06    | Östersund Üldözőverseny Östersund Váltó Antholz-Anterselva Tömegrajtos Pokljuka Sprint Pokljuka Üldözőverseny Kontiolahti Üldözőverseny Oslo Holmenkollen Sprint Oslo Holmenkollen Üldözőverseny Oslo Holmenkollen Tömegrajtos | Hochfilzen Egyéni Torino Egyéni (O) Torino Üldözőverseny (O) Pokljuka Vegyes váltó (vb)                                                                                       | Torino Tömegrajtos (O) Kontiolahti Tömegrajtos                                                                     |
| 2006/07    | Östersund Egyéni Östersund Sprint Östersund Üldözőverseny Hochfilzen Sprint Hochfilzen Üldözőverseny Ruhpolding Váltó Ruhpolding Sprint Ruhpolding Tömegrajtos Antholz-Anterselva Sprint (vb) Antholz-Anterselva Üldözőverseny (vb) Oslo Holmenkollen Üldözőverseny Oslo Holmenkollen Tömegrajtos                                                                         | Antholz-Anterselva Váltó (vb) | Oberhof Váltó |
| 2007/08    | Kontiolahti Sprint Hochfilzen Üldözőverseny Hochfilzen Váltó Pokljuka Sprint Oberhof Váltó Oberhof Tömegrajtos Ruhpolding Váltó Antholz-Anterselva Tömegrajtos Östersund Üldözőverseny (vb) Hanti-Manszijszk Sprint | Kontiolahti Üldözőverseny Hochfilzen Sprint Oberhof Sprint Östersund Egyéni (vb) Östersund Váltó (vb) Östersund Tömegrajtos (vb)                                              | Antholz-Anterselva Sprint Östersund Sprint (vb)                                                                    |
| 2008/09    | Ruhpolding Váltó Ruhpolding Sprint Ruhpolding Üldözőverseny Phjongcshang Sprint (vb) Phjongcshang Üldözőverseny (vb) Phjongcshang Egyéni (vb) Phjongcshang Váltó (vb) Trondheim Üldözőverseny Trondheim Tömegrajtos | Östersund Üldözőverseny Hochfilzen Üldözőverseny Vancouver Sprint Trondheim Sprint Hanti-Manszijszk Sprint Hanti-Manszijszk Üldözőverseny                                     | Oberhof Váltó Oberhof Tömegrajtos Hanti-Manszijszk Tömegrajtos                                                     |
| 2009/10    | Östersund Sprint Hochfilzen Sprint Oberhof Váltó Oberhof Tömegrajtos Vancouver Váltó (O) | Östersund Váltó Ruhpolding Sprint Ruhpolding Váltó Vancouver Egyéni (O) Hanti-Manszijszk Vegyes váltó (vb)                                                                    | Hochfilzen Üldözőverseny                                                                                           |
| 2010/11    | Östersund Üldözőverseny Hochfilzen Váltó Hanti-Manszijszk Vegyes váltó (vb) Hanti-Manszijszk Váltó (vb) | Östersund Egyéni Östersund Sprint | Oberhof Váltó Antholz-Anterselva Váltó Oslo Holmenkollen Tömegrajtos                                               |
| 2011/12    | Kontiolahti Üldözőverseny Ruhpolding Váltó (vb) Ruhpolding Vegyes váltó (vb) | Hochfilzen Üldözőverseny | |
| Összesítés | Egyéni: 7 Sprint: 35 Üldözőverseny: 37 Tömegrajtos: 14 Csapat: 0 Váltó: 25 Vegyes váltó: 2 ------------ Összesen: 120 | Egyéni: 9 Sprint: 20 Üldözőverseny: 12 Tömegrajtos: 7 Csapat: 0 Váltó: 17 Vegyes váltó: 2 ------------ Összesen: 67                                                           | Egyéni: 2 Sprint: 10 Üldözőverseny: 6 Tömegrajtos: 7 Csapat: 0 Váltó: 12 Vegyes váltó: 0 ------------ Összesen: 37 |

- O - Olimpia és egyben világkupa forduló is.
- vb - Világbajnokság és egyben világkupa forduló is.